# Lost and Safe
Albums de The Books
The Lemon of Pink
(2003) Music for a French Elevator and Other Short Format Oddities by the Books
(2006)
Lost and Safe est le troisième album du groupe The Books, sorti en 2005. On retrouve, comme dans les autres productions de The Books, une multitude de samples, comme des discours de Raymond Baxter ("That's the picture. You s-you see it for yourself."), de W. H. Auden ("This great society is going smash / A culture is no better than its woods.") ainsi qu'une lecture du poème Jabberwocky de Lewis Carroll. On peut aussi y retrouver des enregistrements sonores effectués dans des locaux de l'Armée du salut, une intervention de l'animateur radio Mal Sharpe ainsi que l'utilisation de la technique du Sprechgesang.
L'accueil critique a été très positif, mais toutefois un peu moins que pour les deux premiers albums, avec notamment la note de 7,0/10 décerné par le site Pitchfork.

## Liste des titres
1. A Little Longing Goes Away – 3:30
2. Be Good to Them Always – 4:51
3. Vogt Dig for Kloppervok – 3:54
4. Smells Like Content – 3:41
5. It Never Changes to Stop – 4:01
6. An Animated Description of Mr. Maps – 4:38
7. Venice – 1:42
8. None But Shining Hours – 2:42
9. If Not Now, Whenever – 3:35
10. An Owl With Knees – 4:41
11. Twelve Fold Chain – 4:44